# Tim Hunt
Sir Richard Timothy Hunt (született Neston, 1943. február 19.) angol biokémikus. 2001-ben Paul Nurse-szel és Leland H. Hartwell-lel megosztva elnyerte az orvostudományi Nobel-díjat a sejtciklus szabályozását végző fehérjék felfedezéséért.  

## Tanulmányai
Tim Hunt 1943. február 19-én született a cheshire-i kisvárosban, Nestonban. Apja, Richard William Hunt Liverpoolban oktatott paleográfiát, majd a második világháború után Oxfordban volt középkori kéziratok könyvtárosa. Anyja Kit Rowland volt, egy faimportőr üzletember lánya. Tim tanulmányai korán kezdődtek, még az iskola előtt egy nevelőnő latinra oktatta, majd az oxfordi lányiskolába járt, 8 éves korától pedig a koedukált Dragon Schoolba, ahol a biológia volt a kedvenc tárgya. 14 éves korától a Magdalen College School növendéke volt, ahol a természettudományok nagy hangsúlyt kaptak a tantervben.
1961-ben felvételt nyert a Cambridge-i Egyetem Clare College-ébe ahol szintén természettudományokat, főleg biokémiát tanult. Tanárai között volt a későbbi Nobel-díjas Sydney Brenner is. 1964-ben megkapta BSc diplomáját és tanulmányait az egyetem biokémiai tanszékén folytatta. Hunt Asher Korner laboratóriumában kezdte a kutatómunkát, ahol fehérjetranszláció szabályozását kezdte tanulmányozni. Első témája a hemoglobin szintézise és a vashiány rá gyakorolt hatása volt. 1966-ban egy görögországi konferencián találkozott Irving Londonnal, aki meghívta New York-i laboratóriumába. Hunt a július és október közötti időt nála töltötte, majd visszatért Angliába, ahol 1968-ban megszerezte a doktori fokozatot.

## Munkássága
Hunt 1968-ban visszatért Irving Londonhoz a New York-i Yeshiva Egyetemre. Folytatta hemoglobinra vonatkozó kutatásait, kimutatta hogy a retikulocitákban a glutation részlegesen, a kettős szálú RNS pedig teljesen leállítja a fehérjeszintézist. Miután visszatért Cambridge-be, újból Korner laboratóriumában kezdett dolgozni, ahol feltérképezte a fehérjetranszláció gátló faktorait és azok összefüggéseit.
A 70-es évek végén új modellrendszert keresett, a retikulociták helyett a megtermékenyített tengerisün és kagylópeték proteinszintézisét tanulmányozta. Közben nyaranta a massachusettsi Woods Hole-ban, az ottani tengerbiológiai laboratóriumban tartott kurzusokat. Itt fedezte fel 1982-ben a sejtciklust – és a fehérjeszintézist – szabályozó ciklineket. Cambridge-ben nem tudott tengeri sünökkel dolgozni, de mikor a következő évben visszatért Massachusettsbe, a kísérletet sikeresen megismételte. 1986-ra azonosították és megszekvenálták a ciklin B génjét, majd hasonló szerepű fehérjéket találtak egy gerinces állat, a karmosbéka (Xenopus) sejtjeiben is. Kimutatta, hogy a ciklin B jelenléte szükséges a sejt osztódásához; később pedig azt, hogy a ciklinek proteinkinázokhoz kötődve végzik el szabályozó funkciójukat. Hunt és munkacsoportja kiderítette, hogy a ciklinek egy meglehetősen nagy fehérjecsaládot alkotnak és hogy a sejtosztódás leállítása egyszerűen ezeknek a fehérjéknek a lebontásával történik.     

## Elismerései
2001-ben Tim Hunt – a szintén brit Paul Nurse-szel és az amerikai Leland H. Hartwell-lel közösen – orvostudományi Nobel-díjban részesült a sejtosztódás szabályozásában elért kutatási eredményeiért. 1991-ben megválasztották a brit Royal Society, 1999-ben pedig az Amerikai Tudományos Akadémia tagjává. A Royal Society 2006-ban Royal Medal-lal tüntette ki, és ugyanebben az évben a királynő lovaggá ütötte. 

## Családja
Tim Hunt nős, Mary Collins immunológust vette feleségül. Két lányuk született, Celia és Agnes Hunt.